# Televisietoren van Sint-Petersburg
De televisietoren van Sint-Petersburg (Russisch: Телевизионная башня Ленинградского радиотелевизионного передающего центра) is een 310 meter hoge stalen zendmast in Sint-Petersburg, Rusland. De toren werd in 1962 opgetrokken en was de eerste tv-toren in de Sovjet-Unie. De toren wordt voor zowel radio- (FM) als televisie-uitzendingen gebruikt.
De toren heeft een uitkijkplatform op 191 m hoogte. Het adres is Oelitsa Akademika Pavlova 3, nabij het metrostation Petrogradskaja.